# Oscar Randal-Williams
Oscar Randal-Williams ist ein britischer Mathematiker, der sich mit Algebraischer Topologie befasst. Er ist Professor an der Universität Cambridge.
Randal-Williams studierte Mathematik (MMath 2006) an der Universität Oxford, an der er 2009 bei Ulrike Tillmann promoviert wurde (Stable moduli spaces of manifolds). Seit 2013 ist er, zunächst als Lecturer, dann als Reader, in Cambridge. 
Er untersuchte und berechnete in einer Reihe von Arbeiten unter anderem mit Søren Galatius Modulräume hochdimensionaler Mannigfaltigkeiten. Diese Methoden wendet er unter anderem auf die Klassifikation von Metriken mit positiver Skalarkrümmung an.
2017 erhielt er den Whitehead-Preis der London Mathematical Society und den Philip-Leverhulme-Preis. 2018 erhielt er einen ERC Starting Grant. Für 2019 wurden Randal-Williams der Dannie-Heineman-Preis der Akademie der Wissenschaften zu Göttingen und der Oberwolfach-Preis zugesprochen. Sein Koautor Søren Galatius war 2014 eingeladener Sprecher auf dem ICM in Seoul, wo er über die gemeinsamen Arbeiten mit Randal-Williams berichtete (Moduli spaces of manifolds). Randal-Williams erhielt 2022 den Clay Research Award gemeinsam mit Søren Galatius. 2022 war er eingeladener Sprecher auf dem Internationalen Mathematikerkongress (Diffeomorphisms of discs). 2024 wurde Randal-Williams zum Mitglied der Royal Society gewählt.

## Schriften (Auswahl)
- mit Boris Botvinnik und Johannes Ebert: Infinite loop spaces and positive scalar curvature. In: Inventiones Mathematicae. Band 209, Nr. 3, 2017, S. 749–835, doi:10.1007/s00222-017-0719-3.
- mit Søren Galatius: Stable moduli spaces of high-dimensional manifolds. In: Acta Mathematica. Band 212, Nr. 2, 2014, S. 257–377, doi:10.1007/s11511-014-0112-7.
- mit Søren Galatius: Homological stability for moduli spaces of high dimensional manifolds. Teil 1. In: Journal of the American Mathematical Society. Band 31, Nr. 1, 2018, S. 215–264, arxiv:1403.2334. Teil 2. In: Annals of Mathematics. Serie 2, Band 186, Nr. 1, 2017, S. 127–204, arxiv:1601.00232.
- Diffeomorphisms of discs, ICM 2022, Arxiv